# Hrvatsko društvo glazbenih umjetnika
Hrvatsko društvo glazbenih umjetnika (skraćeno HDGU) strukovna je udruga hrvatskih akademskih glazbenika. Članom Društva može postati glazbeni umjetnik, izvođač klasične glazbe, instrumentalni ili vokalni solist, dirigent ili član stalnog komornog ansambla, koji se profesionalno bavi ozbiljnom glazbom. ↓1

## O Društvu
Osnivačka skupština Udruženja reproduktivnih muzičara Hrvatske (URMUH, današnjega HDGU) održana je 21. srpnja 1945. Iako nije sačuvan zapisnik, zna se da je skupština održana u prostorijama Hrvatskoga glazbenog zavoda, da je za prvoga predsjednika bio izabran Milan Sachs te da je odmah utemeljen i Sud časti, čiji je zadatak bio provjeriti držanje budućeg članstva tijekom rata. Kao što će se pokazati ubrzo nakon utemeljenja, brojne su bile i socijalne potrebe članstva na koje se naporom upravnih tijela Društva nastojalo pozitivno utjecati, pa se i taj socijalni aspekt ukazao kao jedan od bitnih razloga udruživanja.
Unatoč svim poteškoćama s kojima se Društvo tijekom svoga postojanja suočavalo, danas je HDGU suvremeno organizirana zajednica, čija su najveća vrijednost njeni članovi. Iako i danas materijalno skromno opremljena, ona funkcionira u skladu sa željama i potrebama članstva. Savjesno se i redovito održavaju manifestacije Društva, brine se o nagradama te, po potrebi, štite prava članova. Organizira se i održava sezona koncerata kojom se želi upozoriti kulturnu javnost na najvrednija postignuća hrvatskih glazbenika.
Na poticaj Društva 1948. organizirano je i održano prvo Jugoslavensko natjecanje muzičkih umjetnika. To se Natjecanje od 1967. stalno održavalo u Zagrebu, najprije svake druge (1969, 1971, 1973. i 1975.), a od 1976. do 1991. svake godine (bijenalno su se izmjenjivale natjecateljske discipline). Raspadom SFRJ 1991. to je natjecanje, dakako, prestalo postojati: zamijenilo ga je Hrvatsko državno natjecanje, posebice Međunarodno violinističko natjecanje Vaclav Huml, Međunarodno violončelističko natjecanje Antonio Janigro i Međunarodno pijanističko natjecanje Svetislav Stančić. Od 1967. pa sve do danas HDGU u suradnji s Hrvatskim društvom skladatelja – od 1972. do 1988. i Vjesnikom – organizira Tribinu mladih glazbenih umjetnika, koja od 1974. godine nosi i ime prerano preminuloga hrvatskog pijanista Darka Lukića. Hrvatsko društvo skladatelja najboljim sudionicima Tribine dodjeljuje i posebnu nagradu za najbolju izvedbu djela hrvatskog skladatelja.
Tijekom godina uspješnoga djelovanja, Društvo je utemeljilo i dodjeljuje nekoliko nagrada i priznanja: Nagradu Milka Trnina, Nagradu Lovro pl. Matačić (za životno djelo), Nagradu Darko Lukić, Diplomu Milka Trnina, Plaketu HDGU i priznanje Zlatno zvono.

## Dosadašnji predsjednici HDGU
- Milan Sachs, 1945. – 1948.
- Ivo Maček, 1950. – 1951. i 1955. – 1960.
- Milan Horvat, 1951. – 1954.
- Drago Bernardić, 1954. – 1955 i 1960. – 1965.
- Jurica Murai, 1965. – 1969.
- Stjepan Radić, 1969. – 1972.
- Mladen Raukar, 1972. – 1977. i 1981. – 1983.
- Igor Gjadrov, 1977. – 1981.
- Željko Veršić, 1983. – 1985.
- Josip Nochta, 1985. – 1991.
- Anđelko Ramušćak, 1991. – 2001.
- Mladen Janjanin, 2001. – 2005.
- Prerad Detiček, 2005. do danas

## Bilješka
↑1  Iz Statuta Hrvatskog društva glazbenih umjetnika, članak 9.